# Großer Preis von San Marino 2005
Der Große Preis von San Marino 2005 (offiziell Formula 1 Gran Premio Foster’s di San Marino 2005) fand am 24. April auf dem Autodromo Enzo e Dino Ferrari in Imola statt und war das vierte Rennen der Formel-1-Weltmeisterschaft 2005.

## Berichte

### Hintergrund
Nach dem Großen Preis von Bahrain führte Fernando Alonso in der Fahrerwertung mit zehn Punkten vor Jarno Trulli und mit 16 Punkten vor Giancarlo Fisichella. In der Konstrukteurswertung führte Renault mit neun Punkten vor Toyota und mit 23 Punkten vor Williams-BMW.
Vor dem Rennwochenende gab es zwei Fahrerwechsel: Vitantonio Liuzzi ersetzte bei Red Bull Christian Klien. Für Alexander Wurz war es der einzige Saisoneinsatz, er startete als Ersatz für Juan Pablo Montoya bei McLaren-Mercedes, welcher beim vorherigen Rennen noch von Pedro de la Rosa ersetzt wurde. Wurz bestritt sein erstes Rennen seit dem Großen Preis von Malaysia 2000.
Mit Michael Schumacher (sechsmal), Ralf Schumacher und David Coulthard (jeweils einmal) traten drei ehemalige Sieger zu diesem Grand Prix an.

### Training
Die letzten sechs Teams der Konstrukteursmeisterschaft 2004 waren berechtigt am Freitag im freien Training ein drittes Auto einzusetzen. Diese Fahrer fuhren am Freitag, traten aber weder im Qualifying noch im Rennen an. de la Rosa (McLaren-Mercedes), Klien (Red Bull), Ricardo Zonta (Toyota) und Robert Doornbos (Jordan) nahmen in dieser Funktion an den Freitagstrainings teil.
Im ersten freien Training am Freitag war de la Rosa mit 1:21,060 Minuten Schnellster vor Zonta und Jenson Button. Im zweiten freien Training am Freitag fuhr erneut de la Rosa mit 1:20,484 Minuten die schnellste Zeit vor Button und Kimi Räikkönen.
Im dritten freien Training am Samstag war Michael Schumacher mit 1:21,356 Minuten vorne, gefolgt von den beiden Brasilianern Rubens Barrichello und Felipe Massa. Im vierten und letzten freien Training am Samstag fuhr Button dann in 1:20,058 Minuten die schnellste Runde vor Alonso und Räikkönen.

### Qualifikation
Im ersten Qualifikationsdurchgang am Samstagnachmittag fuhr Räikkönen die beste Rundenzeit. Alonso und Michael Schumacher folgten auf den Plätzen zwei und drei.
Im zweiten Qualifikationsdurchgang am Sonntagvormittag sicherte sich Räikkönen dann seine vierte Pole-Position vor Alonso und Button.

### Rennen
Räikkönen gelang ein guter Start, gefolgt von Alonso, während Button auf den dritten Platz vorrückte. In der 5. Runde musste Fisichella im Renault bereits aufgeben, während der Spitzenreiter Räikkönen in der 9. Runde mechanische Probleme hatte und ebenfalls aufgeben musste. Alonso übernahm daraufhin die Führung. Barrichello stoppte in Runde 18 seinen Wagen wegen Problemen mit der Elektrik. Alonso behielt seine Position bis zur zweiten Runde der Boxenstopps, als Button die Führung übernahm, wurde aber 16 Runden vor Schluss von Michael Schumacher überholt, der in der zweiten Phase des Rennens ein großartiges Comeback hinlegte. Nach dem Stopp des letzteren kehrte Alonso auf die erste Position zurück, wurde aber mit kurzem Abstand von Michael Schumacher gefolgt, der es jedoch nicht schaffte, den Spanier zu überholen. Ralf Schumacher erhielt eine 25-Sekunden-Strafe, weil er Nick Heidfeld behinderte. Für den Weltmeisterschaftsführenden Alonso war es der dritte Sieg in Folge und der vierte Erfolg seiner Karriere.
Bei Kontrollen nach dem Rennen wurde festgestellt, dass Buttons Auto nach dem Ablassen des Kraftstoffs unter der Mindestgewichtsvorgabe von 600 kg gelegen hatte. Die Rennkommissare entlasteten Button, da sie glaubten, dass die von BAR-Honda bereitgestellten Daten ausreichten, um zu beweisen, dass sie sich an die Regeln gehalten hatten, doch die FIA legte Berufung ein und schickte sie vor Gericht. Sie wurden für schuldig befunden, aber die von der FIA bevorzugte Strafe, das Team für dieses Jahr von der Meisterschaft zu disqualifizieren, wurde nicht umgesetzt und ihnen wurde ab der nächsten Runde in Spanien ein Zwei-Rennen-Verbot auferlegt. Darüber hinaus wurde Buttons Teamkollege Takuma Satō, der auf der Strecke den fünften Platz belegt hatte, vom Rennen ausgeschlossen, obwohl festgestellt wurde, dass sein Auto nicht untergewichtig war. Damit rückte Wurz auf den dritten Platz vor, gefolgt von Jacques Villeneuve, Trulli, Heidfeld, Mark Webber und Vitantonio Liuzzi, der bei seinem Debüt-Grand-Prix in der Formel 1 einen Punkt holt. Für den österreichischen Fahrer war es das zweite Podium in seiner Karriere nach dem beim Großen Preis von Großbritannien 1997.
In der Fahrerwertung blieben die ersten drei Positionen unverändert. In der Konstrukteurswertung blieb Renault vor Toyota, neuer Dritter war McLaren-Mercedes.

## Meldeliste
| Team                       | Nr. | Fahrer               | Chassis        | Motor                 | Reifen |
| -------------------------- | --- | -------------------- | -------------- | --------------------- | ------ |
| Scuderia Ferrari Marlboro  | 01  | Michael Schumacher   | Ferrari F2005  | Ferrari 3.0 V10       | B      |
| Scuderia Ferrari Marlboro  | 02  | Rubens Barrichello   | Ferrari F2005  | Ferrari 3.0 V10       | B      |
| Lucky Strike BAR Honda     | 03  | Jenson Button        | BAR 007        | Honda 3.0 V10         | M      |
| Lucky Strike BAR Honda     | 04  | Takuma Satō          | BAR 007        | Honda 3.0 V10         | M      |
| Mild Seven Renault F1 Team | 05  | Fernando Alonso      | Renault R25    | Renault 3.0 V10       | M      |
| Mild Seven Renault F1 Team | 06  | Giancarlo Fisichella | Renault R25    | Renault 3.0 V10       | M      |
| BMW-Williams F1 Team       | 07  | Mark Webber          | Williams FW27  | BMW 3.0 V10           | M      |
| BMW-Williams F1 Team       | 08  | Nick Heidfeld        | Williams FW27  | BMW 3.0 V10           | M      |
| West McLaren-Mercedes      | 09  | Kimi Räikkönen       | McLaren MP4-20 | Mercedes-Benz 3.0 V10 | M      |
| West McLaren-Mercedes      | 10  | Alexander Wurz       | McLaren MP4-20 | Mercedes-Benz 3.0 V10 | M      |
| West McLaren-Mercedes      | 35  | Pedro de la Rosa     | McLaren MP4-20 | Mercedes-Benz 3.0 V10 | M      |
| Sauber Petronas            | 11  | Jacques Villeneuve   | Sauber C24     | Petronas 3.0 V10      | M      |
| Sauber Petronas            | 12  | Felipe Massa         | Sauber C24     | Petronas 3.0 V10      | M      |
| Red Bull Racing            | 14  | David Coulthard      | Red Bull RB1   | Cosworth 3.0 V10      | M      |
| Red Bull Racing            | 15  | Vitantonio Liuzzi    | Red Bull RB1   | Cosworth 3.0 V10      | M      |
| Red Bull Racing            | 37  | Christian Klien      | Red Bull RB1   | Cosworth 3.0 V10      | M      |
| Panasonic Toyota Racing    | 16  | Jarno Trulli         | ToyotaTF105    | Toyota 3.0 V10        | M      |
| Panasonic Toyota Racing    | 17  | Ralf Schumacher      | ToyotaTF105    | Toyota 3.0 V10        | M      |
| Panasonic Toyota Racing    | 38  | Ricardo Zonta        | ToyotaTF105    | Toyota 3.0 V10        | M      |
| Jordan Grand Prix          | 18  | Tiago Monteiro       | Jordan EJ15    | Toyota 3.0 V10        | B      |
| Jordan Grand Prix          | 19  | Narain Karthikeyan   | Jordan EJ15    | Toyota 3.0 V10        | B      |
| Jordan Grand Prix          | 39  | Robert Doornbos      | Jordan EJ15    | Toyota 3.0 V10        | B      |
| Minardi F1 Team            | 20  | Patrick Friesacher   | Minardi PS05   | Cosworth 3.0 V10      | B      |
| Minardi F1 Team            | 21  | Christijan Albers    | Minardi PS05   | Cosworth 3.0 V10      | B      |

Anmerkungen
1. 1 2 3 4  Nahm nur am Freitagstraining teil.

## Klassifikationen

### Qualifying
| Pos. | Fahrer               | Konstrukteur      | Q1         | Q2         | Gesamt   | Start |
| ---- | -------------------- | ----------------- | ---------- | ---------- | -------- | ----- |
| 01   | Kimi Räikkönen       | McLaren-Mercedes  | 1:19,886   | 1:22,994   | 2:42,880 | 01    |
| 02   | Fernando Alonso      | Renault           | 1:19,889   | 1:23,552   | 2:43,441 | 02    |
| 03   | Jenson Button        | BAR-Honda         | 1:20,464   | 1:23,641   | 2:44,105 | 03    |
| 04   | Mark Webber          | Williams-BMW      | 1:20,442   | 1:24,069   | 2:44,511 | 04    |
| 05   | Jarno Trulli         | Toyota            | 1:20,492   | 1:24,026   | 2:44,518 | 05    |
| 06   | Takuma Satō          | BAR-Honda         | 1:20,851   | 1:23,807   | 2:44,658 | 06    |
| 07   | Alexander Wurz       | McLaren-Mercedes  | 1:20,632   | 1:24,057   | 2:44,689 | 07    |
| 08   | Felipe Massa         | Sauber-Petronas   | 1:20,593   | 1:24,337   | 2:44,930 | 18    |
| 09   | Nick Heidfeld        | Williams-BMW      | 1:20,807   | 1:24,389   | 2:45,196 | 08    |
| 10   | Rubens Barrichello   | Ferrari           | 1:20,892   | 1:24,351   | 2:45,243 | 09    |
| 11   | Ralf Schumacher      | Toyota            | 1:20,994   | 1:24,422   | 2:45,416 | 10    |
| 12   | Jacques Villeneuve   | Sauber-Petronas   | 1:20,999   | 1:25,260   | 2:46,259 | 11    |
| 13   | Giancarlo Fisichella | Renault           | 1:21,708   | 1:25,002   | 2:46,710 | 12    |
| 14   | Michael Schumacher   | Ferrari           | 1:20,260   | 1:26,984   | 2:47,244 | 13    |
| 15   | David Coulthard      | Red Bull-Cosworth | 1:21,632   | 1:26,438   | 2:45,070 | 14    |
| 16   | Vitantonio Liuzzi    | Red Bull-Cosworth | 1:21,804   | 1:26,351   | 2:48,155 | 15    |
| 17   | Narain Karthikeyan   | Jordan-Toyota     | 1:23,123   | 1:28,976   | 2:52,099 | 16    |
| 18   | Tiago Monteiro       | Jordan-Toyota     | 1:25,100   | 1:29,152   | 2:54,252 | 17    |
| 19   | Patrick Friesacher   | Minardi-Cosworth  | 1:26,484   | 1:30,564   | 2:57,048 | 19    |
| 20   | Christijan Albers    | Minardi-Cosworth  | keine Zeit | keine Zeit | –        | 20    |

Anmerkungen
1. ↑  Massa erhielt aufgrund eines Motorenwechsels eine Startplatzstrafe von zehn Plätzen.
2. ↑  Albers wurde erlaubt zu starten, da er im freien Training ausreichend schnell gefahren war.

### Rennen
| Pos. | Fahrer               | Konstrukteur      | Runden | Stopps | Zeit        | Start | Schnellste Runde |
| ---- | -------------------- | ----------------- | ------ | ------ | ----------- | ----- | ---------------- |
| 01   | Fernando Alonso      | Renault           | 62     | 2      | 1:27:41,921 | 02    | 1:23,133 (22.)   |
| 02   | Michael Schumacher   | Ferrari           | 62     | 2      | + 0,215     | 13    | 1:21,858 (48.)   |
| 03   | Alexander Wurz       | McLaren-Mercedes  | 62     | 2      | + 27,554    | 07    | 1:23,023 (24.)   |
| 04   | Jacques Villeneuve   | Sauber-Petronas   | 62     | 2      | + 1:04,441  | 11    | 1:24,017 (45.)   |
| 05   | Jarno Trulli         | Toyota            | 62     | 2      | + 1:10,258  | 05    | 1:24,022 (44.)   |
| 06   | Nick Heidfeld        | Williams-BMW      | 62     | 2      | + 1:11,282  | 08    | 1:23,917 (54.)   |
| 07   | Mark Webber          | Williams-BMW      | 62     | 2      | + 1:23,297  | 04    | 1:24,419 (17.)   |
| 08   | Vitantonio Liuzzi    | Red Bull-Cosworth | 62     | 2      | + 1:23,764  | 15    | 1:23,488 (46.)   |
| 09   | Ralf Schumacher      | Toyota            | 62     | 2      | + 1:35,841  | 10    | 1:24,230 (19.)   |
| 10   | Felipe Massa         | Sauber-Petronas   | 61     | 2      | + 1 Runde   | 18    | 1:23,602 (37.)   |
| 11   | David Coulthard      | Red Bull-Cosworth | 61     | 2      | + 1 Runde   | 14    | 1:24,641 (22.)   |
| 12   | Narain Karthikeyan   | Jordan-Toyota     | 61     | 2      | + 1 Runde   | 16    | 1:24,094 (20.)   |
| 13   | Tiago Monteiro       | Jordan-Toyota     | 60     | 4      | + 2 Runden  | 17    | 1:24,719 (19.)   |
| –    | Christijan Albers    | Minardi-Cosworth  | 20     | 0      | DNF         | 20    | 1:27,420 (18.)   |
| –    | Rubens Barrichello   | Ferrari           | 18     | 1      | DNF         | 09    | 1:24,435 (13.)   |
| –    | Kimi Räikkönen       | McLaren-Mercedes  | 9      | 0      | DNF         | 01    | 1:23,296 (08.)   |
| –    | Patrick Friesacher   | Minardi-Cosworth  | 8      | 0      | DNF         | 19    | 1:28,334 (05.)   |
| –    | Giancarlo Fisichella | Renault           | 5      | 0      | DNF         | 12    | 1:25,665 (04.)   |
| DSQ  | Jenson Button        | BAR-Honda         | 62     | 2      | + 10,481    | 03    | 1:22,604 (22.)   |
| DSQ  | Takuma Satō          | BAR-Honda         | 62     | 2      | + 34,783    | 06    | 1:23,368 (23.)   |

Anmerkungen
1. 1 2  Button und Satō wurden nachträglich wegen Unterschreitung des Mindestgewichtes disqualifiziert.

## WM-Stände nach dem Rennen
Die ersten acht des Rennens bekamen 10, 8, 6, 5, 4, 3, 2 bzw. 1 Punkt(e).

### Fahrerwertung
| Pos. | Fahrer               | Konstrukteur      | Punkte |
| ---- | -------------------- | ----------------- | ------ |
| 01   | Fernando Alonso      | Renault           | 36     |
| 02   | Jarno Trulli         | Toyota            | 20     |
| 03   | Giancarlo Fisichella | Renault           | 10     |
| 04   | Michael Schumacher   | Ferrari           | 10     |
| 05   | Nick Heidfeld        | Williams-BMW      | 9      |
| 06   | Ralf Schumacher      | Toyota            | 9      |
| 07   | David Coulthard      | Red Bull-Cosworth | 9      |
| 08   | Mark Webber          | Williams-BMW      | 9      |
| 09   | Rubens Barrichello   | Ferrari           | 8      |
| 10   | Juan Pablo Montoya   | McLaren-Mercedes  | 8      |
| 11   | Kimi Räikkönen       | McLaren-Mercedes  | 7      |
| 12   | Alexander Wurz       | McLaren-Mercedes  | 6      |

| Pos. | Fahrer             | Konstrukteur      | Punkte |
| ---- | ------------------ | ----------------- | ------ |
| 13   | Jacques Villeneuve | Sauber-Petronas   | 5      |
| 14   | Pedro de la Rosa   | McLaren-Mercedes  | 4      |
| 15   | Christian Klien    | Red Bull-Cosworth | 3      |
| 16   | Felipe Massa       | Sauber-Petronas   | 2      |
| 17   | Vitantonio Liuzzi  | Red Bull-Cosworth | 1      |
| 18   | Tiago Monteiro     | Jordan-Toyota     | 0      |
| 19   | Narain Karthikeyan | Jordan-Toyota     | 0      |
| 20   | Jenson Button      | BAR-Honda         | 0      |
| 21   | Patrick Friesacher | Minardi-Cosworth  | 0      |
| 22   | Christijan Albers  | Minardi-Cosworth  | 0      |
| 23   | Takuma Satō        | BAR-Honda         | 0      |
| –    | Anthony Davidson   | BAR-Honda         | 0      |

### Konstrukteurswertung
| Pos. | Konstrukteur     | Punkte |
| ---- | ---------------- | ------ |
| 01   | Renault          | 46     |
| 02   | Toyota           | 29     |
| 03   | McLaren-Mercedes | 25     |
| 04   | Williams-BMW     | 18     |
| 05   | Ferrari          | 18     |

| Pos. | Konstrukteur      | Punkte |
| ---- | ----------------- | ------ |
| 06   | Red Bull-Cosworth | 13     |
| 07   | Sauber-Petronas   | 7      |
| 08   | Jordan-Toyota     | 0      |
| 09   | BAR-Honda         | 0      |
| 10   | Minardi-Cosworth  | 0      |